# Амаду Гон Кулібалі (стадіон)
Стадіон «Амаду Гон Кулібалі» (фр. Stade Amadou Gon Coulibaly) — мультиспортивний стадіон у місті Короґо в Кот-д'Івуарі, на півночі країни. Заклад названо на честь політика Амаду Гон Кулібалі (1959—2020), який обіймав посаду прем'єр-міністра країни з 2017 року до самої смерті. Стадіон став однією із шести арен, на яких відбулись матчі Кубка африканських націй 2023 року.

## Історія
У 2014 році Кот-д'Івуар отримав право на проведення Кубка африканських націй 2021 року і стадіон мав стати одним із місць проведення. Попередній Кубок африканських націй 2019 року планувався провести в Камеруні, але через затримки інфраструктурних проєктів у запланованих місцях проведення турніру було передано Єгипту. В результаті турнір 2021 року перейшов до Камеруну, а Кот-д'Івуар став господарем Кубка африканських націй 2023 року. Перші роботи на будівельному майданчику розпочалися наприкінці 2018 — початку 2019 року. Головним підрядником виступила китайська компанія CNBM (China National Building Material Group Corporation Ltd.). Будівництво було завершене у вересні 2023 року.
Незабаром після цього у листопаді стадіон став місцем проведення фіналу чотирьох жіночої Ліги чемпіонів КАФ.
У січні 2024 року на стадіоні пройшли п'ять матчів групи E, одна гра групи F і 1/8 фіналу Кубка африканських націй 2023 року.

## Характеристика
Стадіон розташований у південному передмісті Корого, на головній виїзній дорозі. Це перший великий і сучасний стадіон у місті. На стадіоні є бігові доріжки, оточені одноярусними трибунами, що вміщують 20 тис. глядачів. Трибуни повністю покриті дахом, який вище зі східної сторони (більш високі трибуни) та західної сторони.
Встановлені пластикові сидіння утворюють мозаїку кольорів державного прапора. Між вигинами бігової доріжки та трибунами за ними залишено деякий простір. На вигинах встановлено два відеоекрани, а поза ареною, за кутами, встановлено чотири щогли прожекторів. Навколо майданчика створено дві тисячі паркувальних місць.